# Seznam ukrajinskih odbojkarjev
Seznam ukrajinskih odbojkarjev.

## B
- Gorden Brova

## D
- Maksim Drozd

## F
- Denis Fomin

## G
- Oleksij Golovenj

## K
- Dimitro Kanajev
- Jevgen Kisiljuk (Jevgenij Kisiljuk[1])
- Illja Kovaljov

## L
- Andrij Levčenko

## O
- Volodimir Ostapenko

## P
- Oleg Plotnickij
- Timofij Polujan

## S
- Jurij Semenjuk
- Artem Smoljar

## Š
- Oleg Ševčenko
- Vladislav Ščurov
- Vitalij Ščitkov

## T
- Vasilj Tupčij

1. ↑  Podvig Ukrajincev v Stožicah: Velika zmaga za reprezentanco, za našo državo